# Nevy-lès-Dole
Nevy-lès-Dole – miejscowość i gmina we Francji, w regionie Burgundia-Franche-Comté, w departamencie Jura.
Według danych na rok 1990 gminę zamieszkiwało 205 osób, a gęstość zaludnienia wynosiła 29 osób/km² (wśród 1786 gmin Franche-Comté Nevy-lès-Dole plasuje się na 541. miejscu pod względem liczby ludności, natomiast pod względem powierzchni na miejscu 634.).